# Phyllocnistis rotans
Phyllocnistis rotans är en fjärilsart som beskrevs av Edward Meyrick 1915. Phyllocnistis rotans ingår i släktet Phyllocnistis och familjen styltmalar.
Artens utbredningsområde är Ecuador. Inga underarter finns listade i Catalogue of Life.